# Birjáni-árok
A Birjáni-árok Birjántól nyugatra ered, Baranya vármegyében. A patak forrásától kezdve déli irányban halad, Pécsdevecserig, ahol beletorkollik a Szemelyi-patakba.
A Birjáni-árok vízgazdálkodási szempontból az Alsó-Duna jobb part Vízgyűjtő-tervezési alegység működési területéhez tartozik.

## Part menti települések
- Birján
- Pécsdevecser